# Volitve predsednika Združenih držav Amerike 2020
59. volitve predsednika Združenih držav Amerike so potekale v torek, 3. novembra 2020. Na volitvah je nekdanji podpredsednik Joe Biden iz Demokratske stranke premagal dotedanjega republikanskega predsednika Donalda Trumpa s 306 elektorskimi glasovi proti 232. Volilna udeležba je bila najvišja po letu 1900, tako Trump kot Biden pa sta prejela preko 74 milijonov glasov, kar sta največji števili glasov za kandidata ameriških predsedniških volitev v zgodovini.
Donald Trump si je zagotovil republikansko nominacijo brez resne opozicije, medtem ko je bil Joe Biden izbran iz nabora kandidatov, največjega ene stranke v sodobni zgodovini; njegov najbližji tekmec je bil Bernie Sanders. Osrednje polemike volitev so vključevale javno zdravje in gospodarske vplive pandemije koronavirusne bolezni, državljanske nemire v odziv na uboj Georgea Floyda, ameriško vrhovno sodišče po smrti Ruth Bader Ginsburg in potrditvi Amy Coney Barrett ter razširitev ali ukinitev zakona o zdravstvenem zavarovanju.
Na volitvah je bilo rekordno število glasov oddanih predčasno in po pošti. Veliko število poštnih glasovnic je v nekaterih zveznih državah povzročilo zaostanke v štetju in sporočanju izidov. Zaradi tega sta Biden in Harrisova za zmagovalca obveljala šele 7. novembra, štiri dni po volitvah.
Med kampanjo, na volilno noč in po razglasitvi demokratov za zmagovalce so Trump in nekateri republikanci dajali lažne in neutemeljene izjave z namenom razvrednotiti volitve in omajati njihovo legitimnost. V vseh 50 državah so uradniki zatrdili, da ni dokazov o prevari ali nepravilnostih, federalne agencije za nadzor volitev pa so jih označile za »najvarnejše v zgodovini Amerike«. Trumpova kampanja je izide volitev v več zveznih državah izpodbijala s tožbami, ki so jih različna sodišča skoraj vse zavrnila ali opustila, širila teorije zarote o volilni prevari, pritiskala na republikanske elektorje in zakonodajalce, nasprotovala elektorski potrditvi v Kongresu in zavračala sodelovanje pri prenosu oblasti. Potem ko je dva meseca zatrjeval, da se ne bo predal, je Trump 7. januarja 2021, dan po nasilnem vdoru njegovih podpornikov v Kapitol, priznal poraz.
Izidi volitev v vseh zveznih državah in okrožju so bili potrjeni 9. decembra 2020. Elektorski kolegij je predsednika in podpredsednika formalno izvolil 14. decembra, kongres pa glasove preštel 6. in 7. januarja 2021. Inavguracija je potekala 20. januarja 2021.

## Kandidati
| Demokratska stranka               | Demokratska stranka                  | Republikanska stranka          | Republikanska stranka             |  |
| Kandidat za predsednika           | Podpredsedniški kandidat             | Kandidat za predsednika        | Podpredsedniški kandidat          |  |
| --------------------------------- | ------------------------------------ | ------------------------------ | --------------------------------- |  |
| Joe Biden                         | Kamala Harris                        | Donald Trump                   | Mike Pence                        |  |
|                                   |                                      |                                |                                   |  |
| 47. podpredsednik ZDA (2009–2017) | Senatorka iz Kalifornije (2017–2021) | 45. predsednik ZDA (2017–2021) | 48. podpredsednik ZDA (2017–2021) |  |
|                                   |                                      |                                |                                   |  |
|                                   |                                      |                                |                                   |  |
|                                   |                                      |                                |                                   |  |
| Libertarianska stranka            | Libertarianska stranka               | Zelena stranka                 | Zelena stranka                    |  |
| Kandidat za predsednika           | Podpredsedniški kandidat             | Kandidat za predsednika        | Podpredsedniški kandidat          |  |
| Jo Jorgensen                      | Spike Cohen                          | Howie Hawkins                  | Angela Walker                     |  |
|                                   |                                      |                                |                                   |  |
| Predavateljica                    | Podcaster in poslovnež               | Soustanovitelj stranke         | Zakonodajna direktorica           |  |
|                                   |                                      |                                |                                   |  |

## Kandidati po strankah

### Republikanska stranka
25. januarja 2019 je Republikanska stranka Trumpa neuradno potrdila za svojega predsedniškega kandidata. 7. novembra 2018 je Trump Mikea Pencea potrdil za svojega podpredsedniškega kandidata tudi na volitvah leta 2020. 
| Kandidat        | Rojen                   | Zvezna država | Geslo |
| --------------- | ----------------------- | ------------- | ----- |
| Donald J. Trump | 14. junij 1946 New York | New York      |       |

#### Ostali kanadidati
| Kandidat                 | Slika | Rojen             | Zvezna država  | Geslo |
| ------------------------ | ----- | ----------------- | -------------- | ----- |
| Rocky De La Fuente       |       | 10. oktober 1954  | Kalifornija    |       |
| Joe Walsh predstavnik    |       | 27. december 1961 | Illions        |       |
| Bill Weld                |       | 31. julij 1945    | Massachusetts  |       |
| Mark Sanford predstavnik |       | 28. maj 1960      | Južna Karolina |       |

### Demokratska stranka (kandidati za nominacijo)
8. aprila 2020 je od predsedniške tekme odstopil Bernie Sanders, ki je tako Joeu Bidnu omogočil osvojitev demokratske nominacije.
| Kandidat  | Rojen             | Zvezna država | Geslo |
| --------- | ----------------- | ------------- | ----- |
| Joe Biden | 20. november 1942 | Delaware      |       |

#### Umaknjeni kandidati
| Kandidat                                                    | Slika | Rojen              | Zvezna država | Geslo |
| ----------------------------------------------------------- | ----- | ------------------ | ------------- | ----- |
| Elizabeth Warren                                            |       | 22. junij 1949     | Massachusetts |       |
|                                                             |       |                    |               |       |
| Michael Bloomberg                                           |       | 14.februar 1942    | New York      |       |
| Amy Klobuchar Senator                                       |       | 25. maj 1960       | Minnesota     |       |
| Pete Buttigieg Župan                                        |       | 19. januar 1982    | Indiana       |       |
| Tom Steyer Senator                                          |       | 27. junij 1957     | Kalifornija   |       |
| Michael Bennet Senator                                      |       | 28. november 1964  | Kolorado      |       |
| Cory Booker senator                                         |       | 27. april 1969     | New Jersey    |       |
| Steve Bullock Guverner Montane                              |       | 11. april 1966     | Montana       |       |
| Julian Castro                                               |       | 16. september 1974 | Teksas        |       |
| Bill de Blasio župann New Yorka                             |       | 8. maj 1961        | New York      |       |
| John Delaney predstavnik                                    |       | 16. april 1963     | Maryland      |       |
| Tulsi Gabbard                                               |       |                    | Havaji        |       |
| Kirsten Gillibrandsenatorka in predstavnica                 |       | 9. december 1966   | New York      |       |
| Kamala Harrissenatorka                                      |       | 20. oktober 1964   | Kalifornija   |       |
| Deval Patrick Nekdanji guverner zvezne države Massachusetts |       | 31. julij 1956     | Massachusetts |       |
| Wayne Messam župan Miramara                                 |       | 7. junij 1974      | Florida       |       |
| Beto O'Rourke Predstavnik                                   |       | 26. september 1972 | Teksas        |       |
| Tim Ryan Predstavnik                                        |       | 16. julij 1973     | Ohio          |       |
| Bernie Sanders senator                                      |       | 8. september 1941  | Vermont       |       |
| Joe Sestak predstavnik                                      |       | 12. december 1951  | Pensilvanija  |       |
| Marianne Williamson                                         |       | 8. julij 1952      | Kalifornija   |       |
| Andrew Yang                                                 |       | 13. januar 1975    | New York      |       |

### Liberalna stranka (kandidati za nominacijo)
| Kandidat                                    | Slika | Rojen              | Zvezna država | Geslo |
| ------------------------------------------- | ----- | ------------------ | ------------- | ----- |
| Max Abramson državni predstavnik NH         |       | 29. april 1976     | New Hapshire  |       |
| Dan "Taxation is Theft" Behrman             |       | 24. april 1981     | Teksas        |       |
| Souraya Faas                                |       |                    | Florida       |       |
| Adam Kokesh                                 |       | 1. februar 1982    | Arizona       |       |
| John McAfee Predsedniški kandidat leta 2016 |       | 15. september 1945 | Tennessee     |       |
| Kim Ruff                                    |       |                    | Arizona       |       |
| Vermin Supreme                              |       | junij 1961         | Kansas        |       |
| Arvin Vohra                                 |       | 9. maj 1979        | Maryland      |       |

### Stranka zelenih (kandidati za nominacijo)
| Kandidat                         | Slika                   | Rojen                   | Zvezna država           | Geslo                   |
| Uradno priznan kandidat          | Uradno priznan kandidat | Uradno priznan kandidat | Uradno priznan kandidat | Uradno priznan kandidat |
| -------------------------------- | ----------------------- | ----------------------- | ----------------------- | ----------------------- |
| Howie Hawkins Guverner New Yorka |                         | 8. december 1952        | New York                |                         |
| Ostali                           |                         |                         |                         |                         |
| Dario Hunter                     |                         | 1983                    | Ohio                    |                         |

### Ameriška solidarna stranka (kandidati za nominacijo)
| Kandidat                                                                            | Slika | Rojen         | Zvezna država | Geslo |
| ----------------------------------------------------------------------------------- | ----- | ------------- | ------------- | ----- |
| Brian T. Carroll                                                                    |       | 1949          | Kalifornija   |       |
| Joe Schriner Neodvisni kandidat za predsednika leta 2000, 2004, 2008, 2012 and 2016 |       | 3. marec 1955 | Ohio          |       |
| Joshua Perkins                                                                      |       | 1984          | Teksas        |       |

## Nacionalne konvencije strank
Na nacionalnih konvencijah strank delegati potrdijo oz. nominirajo kandidata za predsednika ZDA. 

### Demokrati
Demokratska nacionalna konvencija je bila sprva predvidena med 13. in 16. julijem 2020 v Fiserv Forumu v Milwaukeeju, v zvezni državi Wisconsin. Zaradi epidemije koronavirusa so jo prestavili na obdobje med 17. in 20. avgustom.

### Republikanci
Republikanska nacionalna konvencija bi morala sprva potekati med 24. in 27. avgustom 2020 v centru Spectrum v Charlotteu v Severni Karolini, a so jo zaradi epidemije koronavirusa prestavili v Jacksonville na Floridi. 

### Liberalci
Konvencija Liberalne stranke bo potekala med 22. in 25. majem 2020 v Austinu v zvezni državi Teksas. Zaradi epidemije koronavirusa bo potekala virtualno.

### Zeleni
Koncencija stranke Zelenih je bila sprva predvidena med 9. in 12. julijem 2020 v Deotritu, a bo zaradi epidemije koronavirusa potekala virtualno.

## Povolilno dogajanje
Demokratski predsedniški kandidat Joe Biden je zmagal v Pensilvaniji in si s tem pridobil še 20 elektorskih glasov ter postal 46. predsednik ZDA, kažejo projekcije več ameriških medijev. Kasneje je po projekcijah zmagal še v Nevadi, tako ima trenutno po projekcijah televizijske hiše CNN trenutno 279 elektorskih glasov, po projekcijah več drugih medijev pa že 290. Za zmago kandidat potrebuje 270 elektorskih glasov. Biden je obljubil, da bo predsednik vseh Američanov. Trump medtem ne želi priznati poraza. Dejal je, da volitve še niso končane. 